# Haqvinus Björling
Haqvinus Björling, född mars 1668 i Björsäters socken, död 15 november 1748 i Ringarums socken, var en svensk präst i Ringarums församling.

## Biografi
Haqvinus Björling föddes i mars 1668 på Drängsbo i Björsäters socken. Han var son till bonden Knut Esbjörnsson och Chirstin Håkansdotter. Björling studerade i Linköping och blev 19 september 1692 student vid Uppsala universitet. År 1694 blev han student vid Kungliga Akademien i Åbo i Åbo, 1698 vid Dorpats universitet och 1701 igen i Uppsala. Han blev 1702 kollega i Söderköping och prästvigdes 7 september samma år. Björling blev 1 maj 1704 komminister i Ringarums församling och blev 14 juli 1722 kyrkoherde i församlingen. Han avled 15 november 1748 i Ringarums socken och begravdes 24 november samma år med likpredikan av prosten Carl Echman.

### Familj
Björling gifte sig 6 januari 1705 med Märta Rinman (1664–1756). Hon var dotter till kyrkoherden i Herrestads socken. Hon var ditigare gift med kyrkoherden O. Alnander i Kristbergs socken. Björling och Rinman fick tillsammans dottern Christina (1710–1712).